# Villardompardo
Villardompardo ist eine südspanische Gemeinde (municipio) mit 921 Einwohnern (Stand: 2024) im Westen der Provinz Jaén in der Autonomen Gemeinschaft Andalusien.

## Lage
Villardompardo liegt gut 25 Kilometer (Luftlinie) westnordwestlich vom Stadtzentrum von Jaén in einer Höhe von ca. 470 m. 

## Bevölkerungsentwicklung
| Jahr      | 1970  | 1980  | 1990  | 2000  | 2010  | 2020 |
| Einwohner | 1.697 | 1.301 | 1.278 | 1.183 | 1.094 | 952  |

## Sehenswürdigkeiten
- Kirche Maria Gnade (Iglesia de Nuestra Señora de Gracia)
- Kapelle der Jungfrau von Atocha (Ermita de la Virgen de Atocha)